# Копијапо
Копијапо (шп. Copiapó) је општина у Чилеу. По подацима са пописа из 2002. године број становника у месту је био 125.983.

## Демографија
| 2002.   |
| ------- |
| 125,983 |